# Hypsipetes
Hypsipetes es un género de aves paseriformes perteneciente a la familia Pycnonotidae. Sus miembros se distribuyen por el este y sur de Asia, y las islas del Índico.

## Especies
Se reconocen las siguientes especies:
- Hypsipetes crassirostris – bulbul picogordo;
- Hypsipetes borbonicus – bulbul de Reunión;
- Hypsipetes olivaceus – bulbul de Mauricio;
- Hypsipetes madagascariensis – bulbul malgache;
- Hypsipetes parvirostris – bulbul de la Gran Comora;
- Hypsipetes moheliensis – bulbul de Mohéli;
- Hypsipetes leucocephalus – bulbul negro;
- Hypsipetes ganeesa – bulbul de los Ghats;
- Hypsipetes philippinus – bulbul filipino;
- Hypsipetes mindorensis – bulbul de Mindoro;
- Hypsipetes guimarasensis – bulbul de las Bisayas;
- Hypsipetes rufigularis – bulbul gorgirrufo;
- Hypsipetes siquijorensis – bulbul de Siquijor;
- Hypsipetes amaurotis – bulbul orejipardo;
- Hypsipetes everetti – bulbul de Everett.